# Jupânești, Mehedinți
Jupânești este un sat în comuna Cireșu din județul Mehedinți, Oltenia, România.